# Hypogeococcus margaretae
Hypogeococcus margaretae är en insektsart som beskrevs av Miller 1983. Hypogeococcus margaretae ingår i släktet Hypogeococcus och familjen ullsköldlöss. Inga underarter finns listade i Catalogue of Life.